# ليندسي ديوتش
ليندسي ديوتش (بالإنجليزية: Lindsay Deutsch)‏ هي عازفة كمان أمريكية، ولدت في 28 نوفمبر 1984 في الولايات المتحدة.

## وصلات خارجية
- الموقع الرسمي